# Frank Bell
Francis Jardine „Frank” Bell (ur. 28 stycznia 1840, zm. 13 lutego 1927) – amerykański polityk, szósty gubernator stanu Nevada. Należał do Partii Republikańskiej.
Urodził się w Toronto. Pierwszy gubernator tego stanu urodzony poza USA. Przyjechał tutaj w 1858 roku nadzorować konstrukcję odcinka transkontynentalnej linii telegraficznej. Pracował nad tym dwa lata. Później jako telegrafista. Należał do tych, którzy nadali do Waszyngtonu tekst Konstytucji Nevady w 1864 roku.
1 września 1890 Bell został pełniącym obowiązki gubernatora, kiedy Charles C. Stevenson podupadł na zdrowiu. Nie brał udziału w wyborach. Odszedł, gdy wygrał je Roswell K. Colcord.
Zmarł w Oakland w Kalifornii w domu swojej córki.